# Лангозеро (озеро, Карелия)
Лангозеро — пресноводное озеро на территории Эссойльского сельского поселения Пряжинского района Республики Карелии.

## Общие сведения
Площадь озера — 1 км². Располагается на высоте 153,4 метров над уровнем моря.
Форма озера лопастная, продолговатая: оно почти на три километра вытянуто с севера на юг. Берега изрезанные, каменисто-песчаные, местами заболоченные.
Через ряд проток и озёр Лангозеро соединяется с Совдозером, из которого берёт начало река Соуда, впадающая в Лакшозеро, которое протокой соединяется с Сямозером, из которого берёт начало река Сяпся, впадающая в Вагатозеро. Через последнее протекает река Шуя.
В озере расположено не менее шести небольших безымянных островов, рассредоточенных по всей площади водоёма.
Вдоль восточного берега озера проходит лесная дорога.
Населённые пункты вблизи водоёма отсутствуют.
Код объекта в государственном водном реестре — 01040100111102000017136.